# Alfabeto pastún
El alfabeto pastún o pashto (پښتو الفبې) es una adaptación relativamente reciente del alfabeto persa con letras adicionales para acomodar los fonemas del idioma pastún, que es la mayor lengua irania oriental (de la familia del avéstico) y uno de los dos idiomas principales de Afganistán, junto al persa darí, que es irania oriental.

## Historia

### Escritura roshani

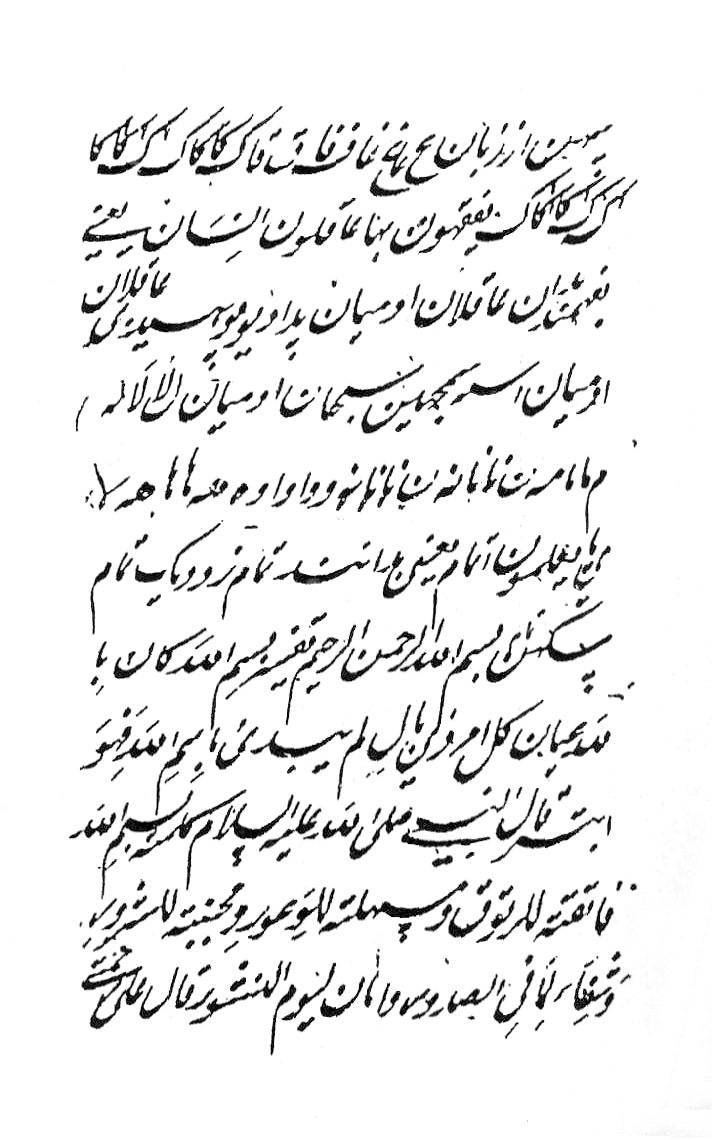
Extracto del Khayr al-Bayān, escrito en pastún en escritura Nastaʿlīq en 1651. El libro fue escrito originalmente por Bayazid Pir Roshan en el.

En el siglo XVI, Bayazid Pir Roshan de Waziristán inventó la escritura roshani para escribir pastún. Tenía 41 letras:
| ا /ɑ, ʔ/ | ب /b/    | پ /p/  | ت /t̪/ | ټ /ʈ/  | ث /s/ | ج /d͡ʒ/       | چ /t͡ʃ/ | څ /t͡s/      | ح /h/       | خ /x/       |
| د /d̪/    | ډ /ɖ/    | ڊ /d͡z/ | ﺫ /z/ | د· /ʐ/ | ﺭ /r/ | ړ /ɺ˞, ɻ, ɽ/ | ﺯ /z/  | ږ /ʒ/       |             |             |
| ڛ /s/    | س /s/    | ش /ʃ/  | ښ /ʂ/ | ص /s/  | ض /z/ | ط /t̪/        | ظ /z/  | ع /ʔ/       | غ /ɣ/       |             |
| ف /f,p/  | ق /q, k/ | ک /k/  | ګ /ɡ/ | ل /l/  | م /m/ | ن /n/        | ڼ /ɳ/  | و /w, u, o/ | ه /h, a, ə/ | ي /j, i, e/ |

28 de sus letras procedían del alfabeto árabe. Introdujo 13 letras nuevas en el alfabeto pashto. La mayoría de las nuevas letras que introdujo (ګ, ښ, ړ, ډ, څ, ټ y ڼ ) todavía se escriben en la misma forma y se pronuncian casi de la misma manera en pashto moderno. El sistema de sonido del dialecto pastún sureño del pastún moderno conserva la distinción entre todos los fonemas consonantes de su ortografía.
Pir Roshan también introdujo la letra ږ (rē con un punto debajo y un punto arriba) para representar /ʒ/, como la ⟨j⟩ del francés bon jour, para la cual el pashto moderno usa ژ en su lugar. El pastún moderno usa la letra ږ para representar el sonido /ʐ/ (dialecto del norte : /g/ ), pero para ese sonido, Pir Roshan usó una letra que parece · د (dāl con punto central). Su letra ڊ (dāl con un punto debajo) para representar /d͡z/ ha sido reemplazada por ځ en pashto moderno. También usó ڛ (sīn con tres puntos debajo), una letra obsoleta de la escritura medieval Nastaʿlīq, para anotar la letra س (que representa /s/) solo en forma aislada. También usa la ligadura árabe ﻻ (lām-alif). Dos de sus letras, پ y چ, fueron tomadas del alfabeto persa.

### Congreso de 1958 en Kabul
En agosto de 1958, los intelectuales pastunes celebraron un congreso en Kabul, Afganistán, con el objetivo de estandarizar el alfabeto pastún. Durante el congreso, se propusieron una serie de estandarizaciones en el uso del alfabeto pashto moderno.

## Forma

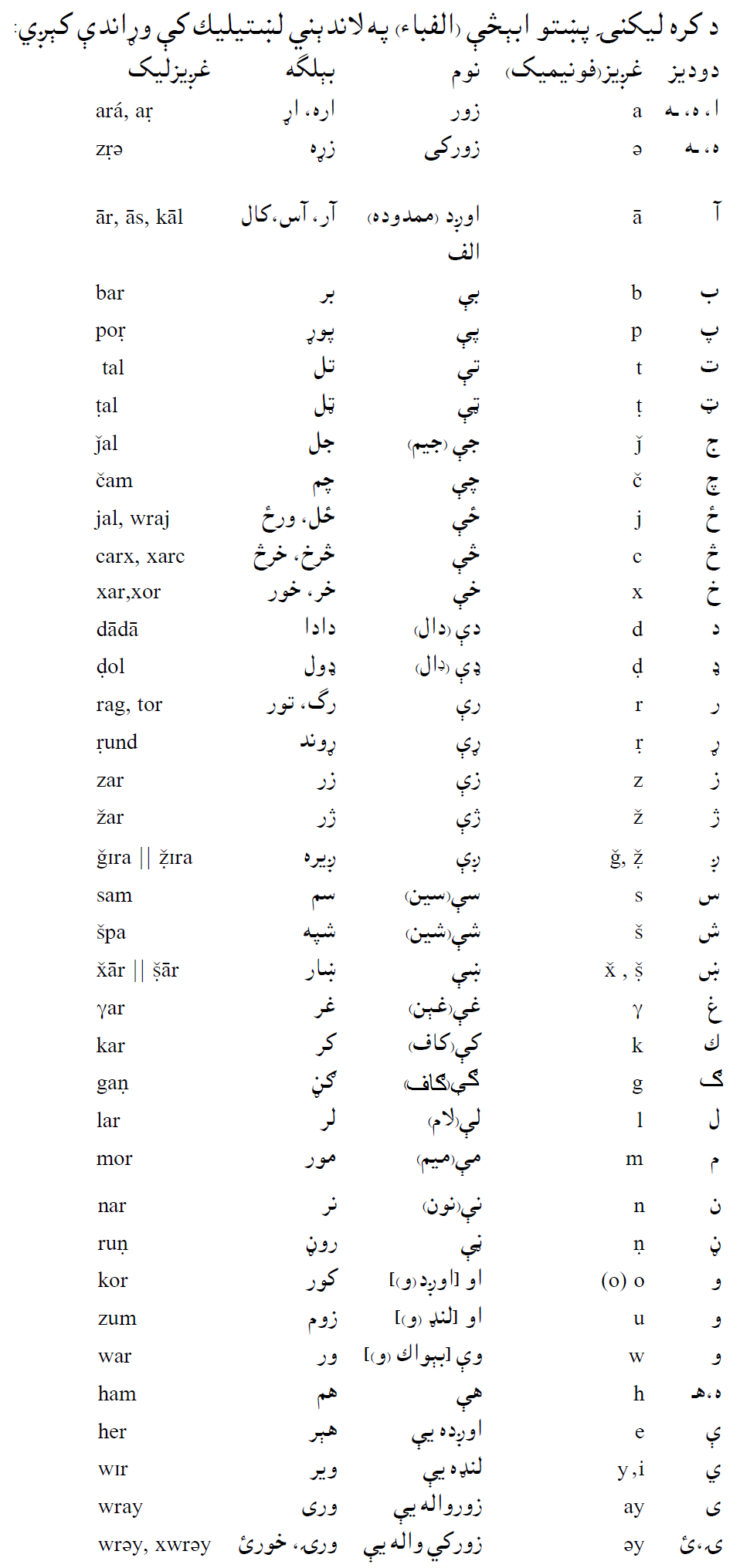
El alfabeto pastún

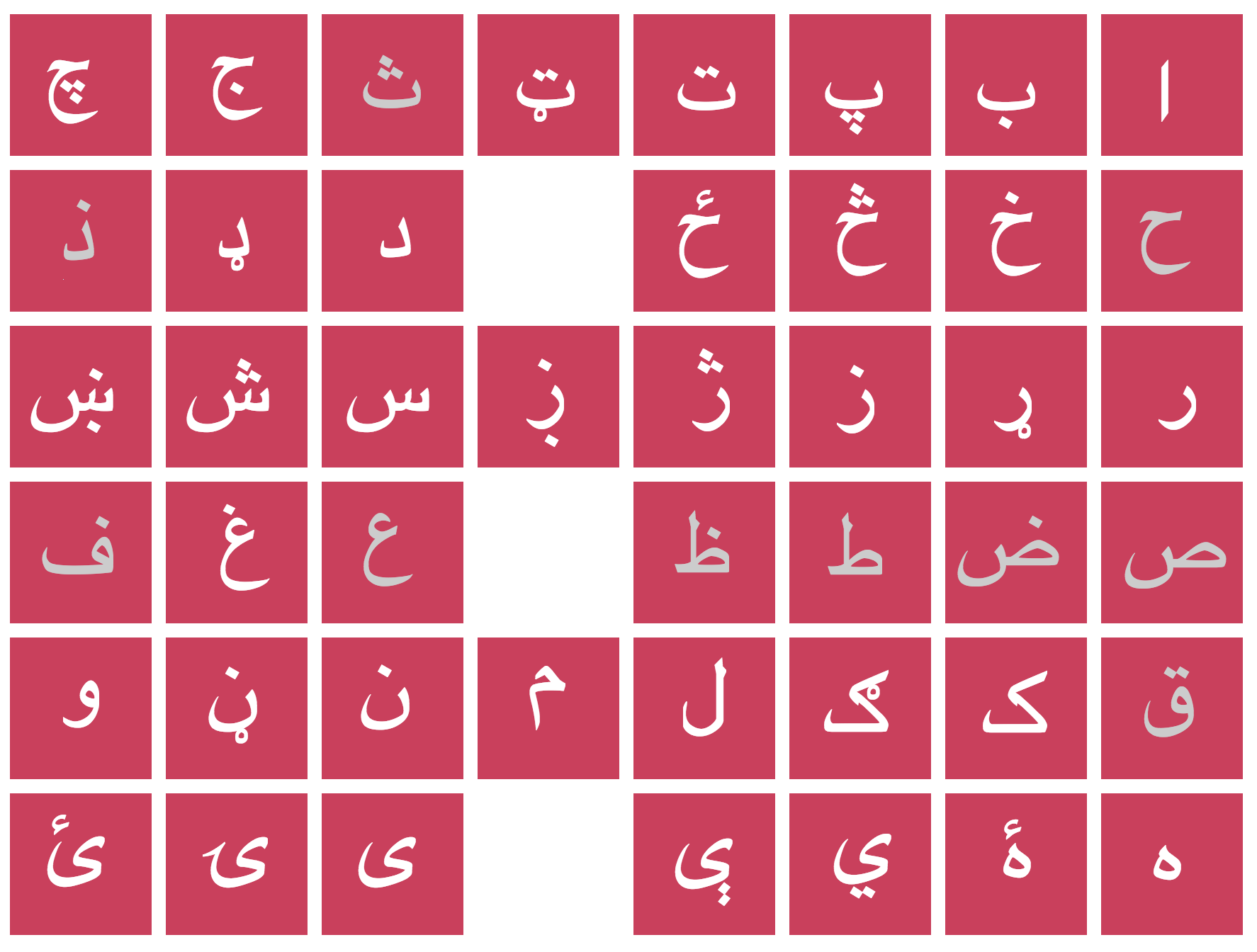
El alfabeto pastún

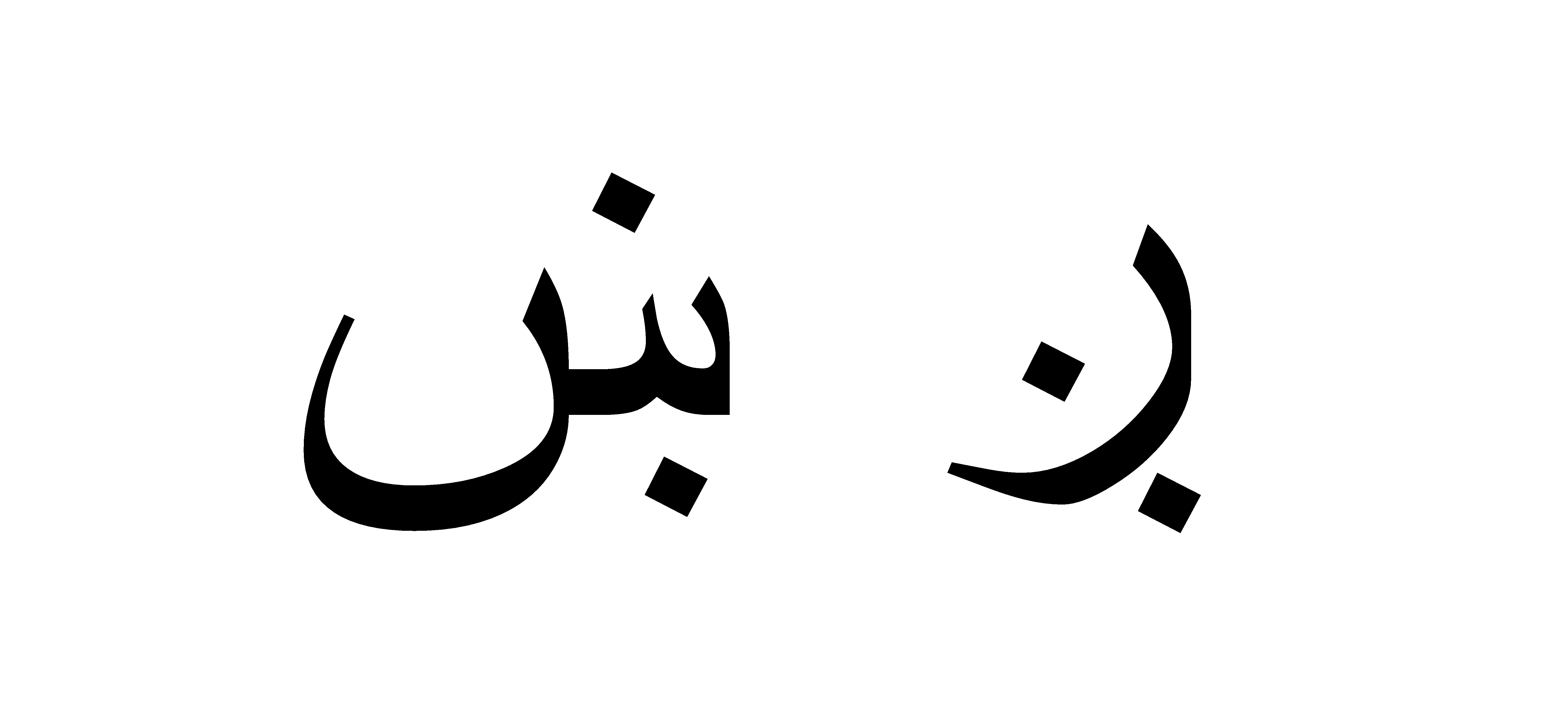
Dos de las letras pastún especiales: x̌in / ṣ̌in y γ̌ē / ẓ̌e

El pastún se escribe en árabe nasji. Tiene varias letras que no aparecen en ninguna otra escritura árabe. Las letras que representan las consonantes retroflexivas /ʈ/, /ɖ/, /ɭ̆/ y /ɳ/ están escritas como el árabe estándar te, dāl, re y nun con un pequeño círculo adjunto debajo (conocido como "panḍak", "ğaṛwanday "o" skəṇay "): ړ, ډ, ټ y ڼ, respectivamente. Las letras ښ y ږ ( x̌īn / ṣ̌īn y ǵe / ẓ̌e ) parecen sīn ( س ) y re ( ﺭ ) respectivamente con un punto arriba y abajo.
Las letras que representan /t͡s/ y /d͡z/ parecen una ح con tres puntos arriba y una hamza ( ء ) arriba; څ y ځ .
El pastún también tiene ی, ې, ۀ y ۍ para vocales  y diptongos adicionales.
El pastún utiliza las 28 letras del alfabeto árabe y comparte 3 letras ( چ, پ y ژ ) con persa y urdu.

### Acento
El pastún emplea el acento tónico: esto puede cambiar el aspecto del verbo y el significado de la palabra. El alfabeto árabe no muestra la ubicación del acento, pero en la transliteración se indica mediante el uso de un acento agudo diactrico (´) sobre la vocal.
Ejemplo
| Pastún | Transliteralización | Diacrítico | Estrés en negrita |
| ------ | ------------------- | ---------- | ----------------- |
| ډله    | ḍála                | á          | ḍá -la            |
| اوړى   | óṛay                | ó          | ó- ṛay            |
| شاباس  | šā́bās               | ā́          | šā́ -bās           |
| ګڼل    | gaṇә́l               | ә́          | ga- ṇә́l           |
| ناخوښي | nāxwaṣ̌í             | í          | nā-xwa- ṣ̌í        |
| اوږه   | úẓ̌a                 | ú          | ú -ẓ̌a             |
| بې ښې  | ser ṣ̌é              | é          | be- ṣ̌é            |

### Letras
El pastún tiene 45 letras y 4 signos diacríticos. La tabla incluye los dialectos pastunes del sur (S), central (C) y norte (N).
| Nombre                         | AFI                     | AFI                   | Transliteración     | Unida | Unida | Unida   | Aislada | ALA-LC                | Latino        | Unicode        |
| Nombre                         | Símbolo                 | Ejemplo en inglés     | Transliteración     | Final | Media | Inicial | Aislada | ALA-LC                | Latino        | Unicode        |
| ------------------------------ | ----------------------- | --------------------- | ------------------- | ----- | ----- | ------- | ------- | --------------------- | ------------- | -------------- |
| alep o alif                    | [ɑ]                     | bark                  | ā                   | ـا    | ـا    | آ, ا    | آ, ا    | ā                     | Ā ā           | U+0627, U+0622 |
| be                             | [b]                     | born                  | b                   | ـب    | ـبـ   | بـ      | ب       | b                     | B b           | U+0628         |
| pe                             | [p]                     | peel                  | p                   | ـپ    | ـپـ   | پـ      | پ       | p                     | P p           | U+067E         |
| te                             | [t̪]                     | think                 | t                   | ـت    | ـتـ   | تـ      | ت       | t                     | T t           | U+062A         |
| ṭe                             | [ʈ]                     | total                 | ṭ                   | ـټ    | ـټـ   | ټـ      | ټ       | ṭ                     | Ṭ ṭ           | U+067C         |
| se                             | [s]                     | biscuit               | s                   | ـث    | ـثـ   | ثـ      | ث       | s̱                     | S s           | U+062B         |
| jīm                            | [d͡ʒ]                    | jug                   | j (o ǰ)             | ـج    | ـجـ   | جـ      | ج       | j                     | J j           | U+062C         |
| če                             | [t͡ʃ]                    | cheese                | č                   | ـچ    | ـچـ   | چـ      | چ       | ch                    | Č č           | U+0686         |
| he                             | [h] / [x]               | house                 | h                   | ـح    | ـحـ   | حـ      | ح       | ḥ                     | H h           | U+062D         |
| xe                             | [x]                     | español: jamón        | x                   | ـخ    | ـخـ   | خـ      | خ       | kh                    | X x           | U+062E         |
| ce                             | [t͡s] / [s]              | cats                  | ts (o c)            | ـڅ    | ـڅـ   | څـ      | څ       | ṡ                     | C c           | U+0685         |
| źim                            | [d͡z] / [z]              | adze                  | dz (o j)            | ـځ    | ـځـ   | ځـ      | ځ       | ż                     | Ź ź           | U+0681         |
| dāl                            | [d̪]                     | this                  | d                   | ـد    | ـد    | د       | د       | d                     | D d           | U+062F         |
| ḍāl                            | [ɖ]                     | doll                  | ḍ (o dd)            | ـډ    | ـډ    | ډ       | ډ       | ḍ                     | Ḍ ḍ           | U+0689         |
| zāl                            | [z]                     | zoo                   | z                   | ـذ    | ـذ    | ذ       | ذ       | ẕ                     | Z z           | U+0630         |
| re                             | [r]                     | rain                  | r                   | ـر    | ـر    | ر       | ر       | r                     | R r           | U+0631         |
| ṛe                             | [ɺ̢] (ɭ̆), [ɻ]            |                       | ṛ (o rr)            | ـړ    | ـړ    | ړ       | ړ       | ṛ                     | Ṛ ṛ           | U+0693         |
| ze                             | [z]                     | zoo                   | z                   | ـز    | ـز    | ز       | ز       | z                     | Z z           | U+0632         |
| že                             | [ʒ] / [d͡z]              | francés: jour         | ž                   | ـژ    | ـژ    | ژ       | ژ       | zh                    | Ž ž           | U+0698         |
| ẓ̌ey (S) ǵey (C, N)             | [ʐ] (S) [ʝ] (C) [ɡ] (N) | vision o gift         | ẓ̌ (S) γ̌/ǵ (C) ğ (N) | ـږ    | ـږ    | ږ       | ږ       | ẓh (S) g'h (C) gh (N) | Ǵ ǵ (o Ẓ̌ ẓ̌)   | U+0696         |
| sīn                            | [s]                     | biscuit               | s                   | ـس    | ـسـ   | سـ      | س       | s                     | S s           | U+0633         |
| šīn                            | [ʃ]                     | shoot                 | š                   | ـش    | ـشـ   | شـ      | ش       | sh                    | Š š           | U+0634         |
| ṣ̌īn (S) x̌īn (C, N)             | [ʂ] (S) [ç] (C) [x] (N) | sheep o jamón         | ṣ̌ (S) x̌ (C) x (N)   | ـښ    | ـښـ   | ښـ      | ښ       | ṣh (S) k'h (C) kh (N) | X̌ x̌ (o Ṣ̌ ṣ̌)   | U+069A         |
| swād                           | [s]                     | see                   | s                   | ـص    | ـصـ   | صـ      | ص       | s                     | S s           | U+0635         |
| zwād                           | [z]                     | zoo                   | z                   | ـض    | ـضـ   | ضـ      | ض       | z                     | Z z           | U+0636         |
| twe                            | [t]                     | think                 | t                   | ـط    | ـطـ   | طـ      | ط       | t                     | T t           | U+0637         |
| zwe                            | [z]                     | zebra                 | z                   | ـظ    | ـظـ   | ظـ      | ظ       | z                     | Z z           | U+0638         |
| ayn                            | [ɑ]                     | bark                  | a                   | ـع    | ـعـ   | عـ      | ع       | ʻ                     | nothing       | U+0639         |
| ğayn                           | [ɣ]                     |                       | gh (o γ)            | ـغ    | ـغـ   | غـ      | غ       | gh                    | Ğ ğ           | U+063A         |
| pe o fe                        | [f] / [p]               | peel                  | f                   | ـف    | ـفـ   | فـ      | ف       | f                     | F f           | U+0641         |
| kap o qāf                      | [q] / [k]               | keep                  | q                   | ـق    | ـقـ   | قـ      | ق       | q                     | Q q           | U+0642         |
| kāf                            | [k]                     | keep                  | k                   | ـک    | ـکـ   | کـ      | ک       | k                     | K k           | U+06A9         |
| gāf                            | [ɡ]                     | get                   | g                   | ـګ    | ـګـ   | ګـ      | ګ       | g                     | G g           | U+06AB         |
| lām                            | [l]                     | lamb                  | l                   | ـل    | ـلـ   | لـ      | ل       | l                     | L l           | U+0644         |
| mīm                            | [m]                     | minute                | m                   | ـم    | ـمـ   | مـ      | م       | m                     | M m           | U+0645         |
| nūn                            | [n]                     | near                  | n                   | ـن    | ـنـ   | نـ      | ن       | n                     | N n           | U+0646         |
| ṇūn                            | [ɳ]                     | thing                 | ṇ (o nn)            | ـڼ    | ـڼـ   | ڼـ      | ڼ       | ṇ                     | Ṇ ṇ           | U+06BC         |
| wāw                            | [w], [u], [o]           | watch soup            | w, u, o             | ـو    | ـو    | و       | و       | w, ū, o               | W w, Ū ū, O o | U+0648         |
| gərda he round hē              | [h], [a]                | hey ; stuck (Cockney) | h, a                | ـه    | ـهـ   | هـ      | ه       | h, a                  | H h, A a      | U+0647         |
| kajīra he idiosyncratic hē     | [ə]                     | bird                  | ə                   | ۀ     | –     |         | ۀ       | ə                     | Ə ə           | U+06C0         |
| klaka ye hard yē               | [j], [i]                | yacht; week           | y, i                | ـي    | ـيـ   | يـ      | ي       | y, ī                  | Y y, Ī ī      | U+064A         |
| pasta ye soft yē               | [e]                     | eight                 | e                   | ـې    | ـېـ   | ېـ      | ې       | e                     | E e           | U+06D0         |
| nārīna ye masculine yē         | [ai], [j]               | gay                   | ay, y               | ـی    | ـ     | ـ       | ی       | ay, y                 | Ay ay, Y y    | U+06CC         |
| x̌əźīna ye feminine yē          | [əi]                    | kind                  | əi                  | ـۍ    | ـ     | ـ       | ۍ       | ạy                    | Əi əi         | U+06CD         |
| fāiliya ye / kaṛa ye verbal yē | [əi], [j]               | kind o see            | əi, y               | ـئ    | ـئـ   | ئـ      | ئ       | ạy, y                 | Əi əi, Y y    | U+0626         |

#### Letras históricas ahora en desuso
El elemento sobrescrito de la letra ځ en variedades anteriores no tenía forma de hamza, sino que era muy similar a la pequeña kāf de la letra ك. Tal forma del elemento superior de la letra es difícil de encontrar en fuentes modernas.
Desde la época de Bayazid Pir Roshan, ڊ (dāl con subíndice punto) se usó para /d͡z/, que todavía se usaba en el Diwan de Mirza escrito en 1690 EC, pero este signo fue reemplazado más tarde por ځ .
Otro glifo raro para /d͡z/ es ج ֗, un ج con otro punto arriba.

### Marcas diacríticas
| Diacrítico | Unicode  | Nombre   | Translit. | IPA | latín |
| ---------- | -------- | -------- | --------- | --- | ----- |
| َ           | U + 064E | zwar     | a         | [a] | a     |
| ٙ           | U + 0659 | zwarakay | ə         | [ə] | ə     |
| ِ           | U + 0650 | zer      | i         | [ɪ] | i     |
| ُ           | U + 064F | peš      | u         | [ʊ] | u     |

Las marcas diacríticas pashto: zwarakay, pēš, zēr y zwar

- Las marcas diacríticas no se consideran letras separadas. Su uso es opcional y generalmente no está escrito; solo se utilizan ocasionalmente para distinguir entre dos palabras que de otro modo parecerían similares, como las palabras ملا - espalda (parte del cuerpo) y مُلا - Mullah .
- En préstamos árabes, el tanwin fatha ً ) se puede utilizar, por ejemplo, مَثَلاً - masalan, "por ejemplo".

## Letras "Ye"

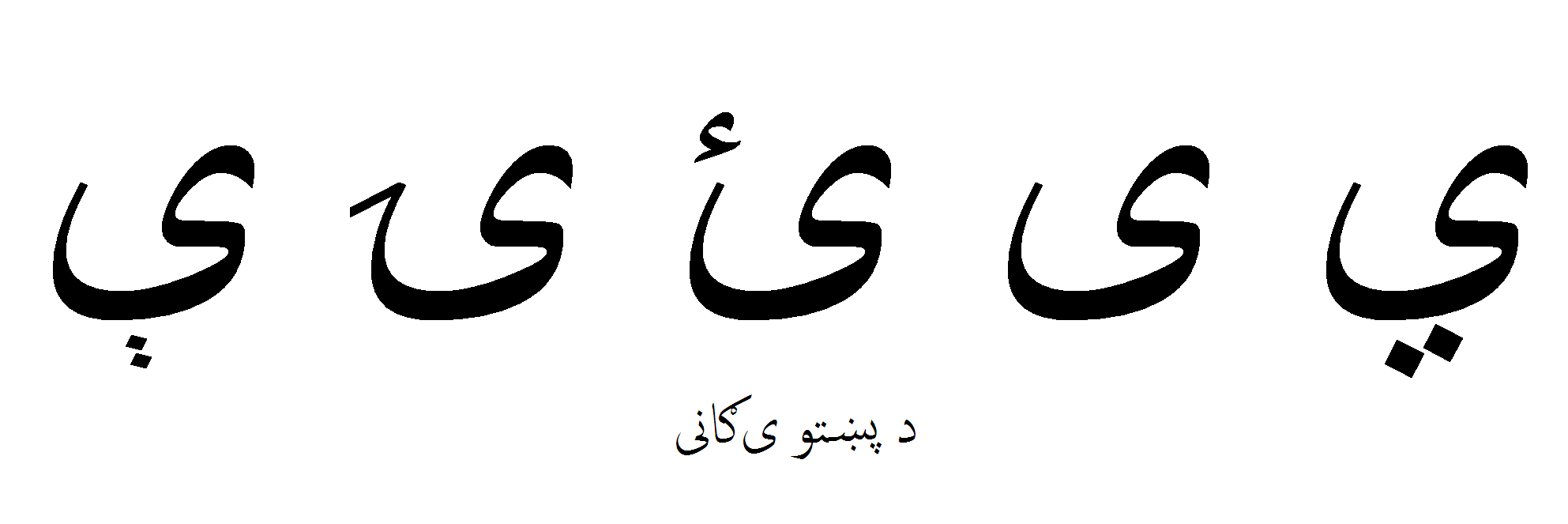
"Ye" en el alfabeto pastún

## Romanización
La siguiente tabla muestra las formas aisladas de las letras, junto con posibles equivalentes latinos y valores típicos de IPA:
| ا ā /ɑ/ | ب b /b/ | پ p /p/ | ت t /t̪/             | ټ ṭ /ʈ/       | ث s /s/ | ج j /d͡ʒ/      | ځ ź /d͡z/             | چ č /t͡ʃ/        | څ c /t͡s/  | ح h /h/              | خ x /x/ |
| د d /d̪/ | ډ ḍ /ɖ/ | ﺫ z /z/ | ﺭ r /r/             | ړ ṛ /ɺ,ɻ, ɽ/  | ﺯ z /z/ | ژ ž /ʒ/       | ږ ǵ (or ẓ̌) /ʐ, ʝ, ɡ/ | س s /s/         | ش š /ʃ/   | ښ x̌ (or ṣ̌) /ʂ, ç, x/ |         |
| ص s /s/ | ض z /z/ | ط t /t̪/ | ظ z /z/             | ع ā, ’ /ɑ, ʔ/ | غ ğ /ɣ/ | ف f /f/       | ق q /q/              | ک k /k/         | ګ g /ɡ/   | ل l /l/              |         |
| م m /m/ | ن n /n/ | ڼ ṇ /ɳ/ | و w, u, o /w, u, o/ | ه h, a /h, a/ | ۀ ə /ə/ | ي y, i /j, i/ | ې e/e/               | ی ay, y /ai, j/ | ۍ əi /əi/ | ئ əi, y /əi, j/      |         |

### Guion de Rumi Pashto
En enero de 2019, Anwar Wafi Hayat, investigador y escritor afgano propuso un nuevo alfabeto latino para el pastún Sus hallazgos describen que la escritura persoárabe actual está inadaptada para el idioma pastún y dificulta la alfabetización y el desarrollo económico. Un alfabeto pastún basado en latín, llamado escritura Rumi pashto (Pastún romano), consta de 42 letras y según el autor, si se implementa, facilitará la alfabetización y la adquisición del lenguaje.
| No     | 1    | 2    | 3  | 4  | 5  | 6       | 7  | 8  | 9  | 10 | 11      | 12      | 13    | 14   | 15 | 16 | 17      | 18   | 19    | 20    | 21    |
| Latin  | Aa   | Āā   | Bb | Cc | Dd | Ƌ̣ƌ̣      | Ee | Əə | Ɛ̓ἐ | Ff | Gg      | Ġ̣ġ̣      | Hh    | Ii   | Îî | Jj | J̈̇j̈̇      | Kk   | Ll    | Mm    | Nn    |
| Arabic | َ زبر | ا، آ | ب  | څ  | د  | ډ       | ې  | ۀ  | غ  | ف  | ګ       | ږ       | ح ، ه | ِ زېر | ي  | ج  | ژ       | ک، ق | ل     | م     | ن     |
| No     | 22   | 23   | 24 | 25 | 26 | 27      | 28 | 29 | 30 | 31 | 32      | 33      | 34    | 35   | 36 | 37 | 38      | 39   | 40    | 41    | 42    |
| Latin  | N̥n̥   | Oo   | Pp | Rr | ɺ̥ɹ̥ | Ss      | S̈̇s̈̇ | Ṩṩ | Tt | Ṭṭ | Ꞇ́ ꞇ͘ /kh | Ꞇ̴ ꞇ̴ /ch | Uu    | Ūū   | Ww | Yy | Zz      | Z͑z͑   | Ay ay | Ai ai | Əi əi |
| Arabic | ڼ    | و    | پ  | ر  | ړ  | س، ص، ث | ش  | ښ  | ت  | ټ  | خ       | چ       | ُ پیش  | وو   | و  | ی  | ذ، ز، ظ | ځ    | ی     | ۍ، ئ  | ۍ     |

La siguiente tabla contiene texto en pastún, es decir, el Himno Nacional de Afganistán en el nuevo alfabeto Rumi.
| Paṩto en escritura Rūmî              | Pastún en escritura árabe      |
| Millî Surūd                          | ملي سرود                       |
| Dā watan Afgɛ̇ānistān day             | دا وطن افغانستان دی            |
| Dā izzat də har Afɛ̇ān day            | دا عزت د هر افغان دی           |
| Kor də sole kor də tūre              | کور د سولې کور د تورې          |
| Har baꞇ̴ay ye kahramān day            | هر بچی یې قهرمان دی            |
| Dā watan də ṭolo kor day             | دا وطن د ټولو کور دی           |
| Də Baloc̈̇o, də uzbako                 | د بلوڅو د ازبکو                |
| Də Paṩtūn aw Hazārao                 | د پښتون او هزاروو              |
| Də Turkmano, Də Tājiko               | د ترکمنو د تاجکو               |
| Wərsara Arab Gūjar dî                | ورسره عرب ګوجر دي              |
| Pāmîrîyān, Nūristānyān               | پامیریان نورستانیان            |
| Brāhawî dî, Kazalbās̈̇ dî,             | براهوی دي، قزلباش دي           |
| Hum Aymāk, hum pas̈̇aîyān              | هم ایماق هم پشه ییان           |
| Dā hewād ba təl z͑aleġ̣î               | دا هیواد به تل ځلیږي           |
| Laka ləmar pər s̈̇nə āsmān             | لکه لمر پر شنه آسمان           |
| Pə sîna ke də Asyā ba                | په سینه کې د آسیا به           |
| Laka zɹ̥ə wî jāwedān                  | لکه زړه وي جاویدان             |
| Nūm də haq mo day rahbar             | نوم د حق مو دی رهبر            |
| Wāyū Allāho Akbar, Wāyū Allāho Akbar | وایو الله اکبر، وایو الله اکبر |